# Karl August Folkers
Karl August Folkers (Decatur, 1 de setembro de 1906 — 7 de dezembro de 1997) foi um bioquímico estadunidense.
Trabalhou na Merck Sharp and Dohme, e é mais conhecido por sua participação no isolamento da vitamina B12.
Foi laureado com a Medalha Perkin de 1960, com a Medalha Priestley de 1986, e com a Medalha Nacional de Ciências de 1990.